# Verwaltungshelfer
Ein Verwaltungshelfer ist eine private natürliche oder juristische Person, die Hilfstätigkeiten im Auftrag und nach Weisung der sie betrauenden Behörde wahrnimmt. 
Voraussetzung ist, dass die öffentliche Hand in so weitgehendem Maße auf die Durchführung der Arbeiten Einfluss nimmt, dass der Private gleichsam als bloßes „Werkzeug“ oder „Erfüllungsgehilfe“ des Hoheitsträgers handelt. Das unterscheidet den Verwaltungshelfer vom Beliehenen, dem die Befugnis zur selbständigen Wahrnehmung öffentlicher Aufgaben übertragen wird.
Wenn private natürliche Personen als Verwaltungshelfer bei der Erledigung hoheitlicher Aufgaben tätig werden, sind sie Beamte im haftungsrechtlichen Sinne. Sie handeln in Ausübung eines ihnen anvertrauten öffentlichen Amtes. Der Ausschluss juristischer Personen erklärt sich daraus, dass Inhaber eines Amtes nur eine natürliche Person sein kann.
Die Handlung des Verwaltungshelfers muss der Hoheitsträger wie eine eigene gegen sich gelten lassen. Seine persönliche Haftung scheidet daher gemäß Art. 34 Satz 1 GG aus.
Wird der Verwaltungshelfer aufgrund freiwilliger vertraglicher Vereinbarung tätig, kann diese öffentlich-rechtlicher oder privatrechtlicher Natur sein und wird mitunter einheitlich als Verwaltungsvertrag bezeichnet.
Unabhängig von der Qualifizierung als Verwaltungshelfer wird nach heutiger Rechtsprechung der Abschleppunternehmer, der von der Polizei mit der Entfernung eines PKW aus dem Haltverbot beauftragt wird, zumindest als Beamter im haftungsrechtlichen Sinne angesehen. Ein anderes Beispiel ist der Schülerlotse, der im Auftrag der Schulverwaltung Schülern auf dem Schulweg über die Straße hilft oder ein Statikbüro, das von einer Baugenehmigungsbehörde mit der Prüfung der Standfestigkeit eines geplanten Bauvorhabens beauftragt wird sowie eine Privatperson, die von der Polizei zur kurzfristigen Regelung des Verkehrs herangezogen wird, beispielsweise bei einem Unfall.